# 2008 en natation
| Années de la natation : 2005 - 2006 - 2007 - 2008 - 2009 - 2010 - 2011    |
| Décennies de la natation : 1970 - 1980 - 1990 - 2000 - 2010 - 2020 - 2030 |

Cette page présente les principaux événements survenus entre le 1er janvier 2008 et le 31 décembre 2008 en natation.

## Compétitions

### Jeux olympiques
Dans le cadre des Jeux olympiques d'été de 2008, 34 épreuves de natation dont deux en nage libre sont organisées à Pékin au Centre national de natation (les épreuves de nage en eau libre se déroulent au Parc aquatique olympique de Shunyi).
- Natation aux Jeux olympiques d'été de 2008 : du 9 août au 21 août 2008.

Dans le cadre des Jeux paralympiques d'été de 2008, 140 épreuves handisports de natation sont organisées à Pékin au Centre national de natation du 7 au 14 septembre 2008.

### Championnats internationaux
- Championnats du monde de nage en eau libre 2008 : à Séville du 3 au 8 mai 2008.
- Championnats du monde de natation en petit bassin 2008 : à Manchester du 9 au 13 avril 2008.
- Championnats du monde de natation juniors 2008 : à Monterrey du 8 au 13 juillet 2008.

### Championnats continentaux
- Championnats d'Amérique du Sud 2008 : à São Paulo du 12 au 16 mars 2008[2].
- Championnats d'Europe 2008 : à Eindhoven du 13 au 24 mars 2008.
- Championnats d'Océanie 2008 : à Christchurch du 5 au 8 juin 2008[3].
- Championnats d'Europe juniors 2008 : à Belgrade du 30 juillet au 3 août 2008[4].
- Championnats d'Europe en petit bassin : à Rijeka du 11 au 14 décembre 2008[5].

### Divers
- Coupe du monde de natation FINA 2008 : du 10 octobre au 16 novembre 2008.

### Championnats nationaux
Liste non exhaustive des championnats nationaux organisés en 2008. Les notes renvoient vers l'intégralité des résultats officiels.

#### Grand bassin
- 22 mars - 29 mars : Championnats d'Australie à Sydney.
- 25 mars - 30 mars : Championnats de Nouvelle-Zélande à Auckland[6].
- 31 mars - 6 avril : Championnats de Grande-Bretagne à Sheffield.
- 1er avril - 6 avril : Championnats d'Afrique du Sud à Durban.
- 1er avril - 6 avril : Sélections olympiques du Canada à Montréal.
- 3 avril - 6 avril : Championnats d'Espagne à Palma de Majorque.
- 15 avril - 20 avril : Championnats du Japon à Tokyo[7].
- 18 avril - 23 avril : Championnats d'Allemagne à Berlin.
- 20 avril - 27 avril : Championnats de France à Dunkerque (résultats détaillés).
- 1er mai - 4 mai : Championnats de Belgique à Molenbeek-Saint-Jean.
- 1er juin - 9 juin : Championnats de Russie à Moscou.
- 29 juin - 6 juillet : Sélections olympiques américaines à Omaha (remplacent les championnats nationaux)[8].

#### Petit bassin
- 20 novembre - 23 novembre : Championnats d'Allemagne à Essen.
- 27 novembre - 30 novembre : Championnats de Suède à Stockholm.
- 28 novembre - 29 novembre : Championnats d'Italie à Gênes.
- 4 décembre - 6 décembre : Championnats des États-Unis à Atlanta (disputés en yards)[9].
- 5 décembre - 7 décembre : Championnats de France à Angers (résultats détaillés).

## Faits divers
- 21 mai : la Fédération grecque de natation révèle que son nageur Ioánnis Drymonákos a été contrôlé positif lors des derniers championnats du monde en petit bassin. Le nageur annonce immédiatement sa retraite pour pouvoir assurer sa défense[10].
- Fin juin : contrôlé positif aux stéroïdes anabolisants le 1er mai 2008, le Chinois Ouyang Kunpeng, spécialiste du dos, est suspendu à vie ainsi que son entraîneur par le Comité olympique chinois[11].
- 16-17 août : le 16 août, l'Américain Michael Phelps égale le record de son compatriote Mark Spitz en remportant une septième médaille d'or aux Jeux olympiques d'été de 2008. Le lendemain, il devient le sportif le plus titré de l'histoire des Jeux olympiques sur une seule édition en gagnant une huitième épreuve.
- 25 octobre : la Fédération ukrainienne de natation annonce la retraite sportive de la quadruple championne olympique Yana Klochkova[12].
- 27 octobre : l'Australien Grant Hackett, triple champion olympique et 17 fois champion du monde en grand et petit bassin, annonce sa retraite sportive[13].

## Récompenses
- Nageurs de l'année pour le Swimming World Magazine :

|  | - Nageur mondial de l'année : Michael Phelps - Nageur américain de l'année : Michael Phelps - Nageur européen de l'année : Alain Bernard - Nageur africain de l'année : Oussama Mellouli - Nageur du bassin pacifique de l'année : Kosuke Kitajima - Nageur en eau libre de l'année : Maarten van der Weijden - Nageur handicapé de l'année : Matthew Cowdrey | - Nageuse mondiale de l'année : Stephanie Rice - Nageuse américaine de l'année : Natalie Coughlin - Nageuse européenne de l'année : Rebecca Adlington - Nageuse africaine de l'année : Kirsty Coventry - Nageuse du bassin pacifique de l'année : Stephanie Rice - Nageuse en eau libre de l'année : Larisa Ilchenko - Nageuse handicapée de l'année : Natalie du Toit |

- Meilleurs nageurs européens de l'année selon la Ligue européenne de natation[14] :
  -  Alain Bernard chez les hommes.
  -  Rebecca Adlington chez les femmes.

## Records du monde battus
108 records du monde, 55 en grand bassin et 53 en petit bassin, ont été battus durant l'année 2008. Il s'agit de l'année la plus prolifique en termes de records planétaires en grand bassin battus depuis 1976.

### Grand bassin (50 m)

#### Février
- 16 février : la Zimbabwéenne Kirsty Coventry bat le record du monde du 200 m dos en grand bassin à Columbia (Missouri)[16]. En 2 min 06 s 39, elle efface des tablettes la marque réalisée en 1991 par la Hongroise Krisztina Egerszegi (2 min 06 s 62).
- 17 février : lors des championnats de Nouvelle-Galles du Sud, l'Australien Eamon Sullivan bat le record du monde du 50 m nage libre en grand bassin en 21 s 56. Le Russe Alexander Popov était le détenteur de ce record depuis 2000[17].
- 17 février : en 59 s 21, l'Américaine Natalie Coughlin améliore son propre record du monde du 100 m dos en grand bassin à Columbia (Missouri)[18].

#### Mars
- 7 mars : l'Américaine Hayley McGregory bat le record du monde du 50 m dos en grand bassin grâce à un temps de 28 secondes tout rond, performance réalisée à Ausin lors des All-American Long Course Championships. L'ancien record était la propriété de la Chinoise Li Yang et datait d'octobre 2007[19].
- 18 mars : les quatre femmes du relais néerlandais 4x100 m nage libre battent le record du monde lors des championnats d'Europe 2008 d'Eindhoven. En 3 min 33 s 62, elles effacent des tablettes l'ancienne marque détenue par un quatuor allemand depuis 2006[20].
- 21 mars : le Français Alain Bernard bat le record du monde du 100 m nage libre en grand bassin à l'occasion des championnats d'Europe. En 47 s 60, il efface l'ancienne référence détenue depuis les Jeux olympiques d'été de 2000 par le Néerlandais Pieter van den Hoogenband[21].
- 22 mars : à l'occasion des sélections olympiques australiennes disputées à Sydney, l'Australienne Emily Seebohm améliore le record du monde du 50 m dos en grand bassin grâce à un temps de 27 s 95. L'ancien record datait du 7 mars 2008[22].
- 22 mars : l'Australienne Stephanie Rice s'approprie le record du monde du 400 m 4 nages en 4 min 31 s 46, un temps de référence que détenait l'Américaine Katie Hoff depuis 2007[23].
- 22 mars : le Français Alain Bernard bat le record du monde du 100 m nage libre en grand bassin pour la seconde fois en deux jours à Eindhoven. Il l'améliore de dix centièmes de seconde pour le porter à 47 s 50.
- 23 mars : l'Australienne Sophie Edington bat le record du monde du 50 m dos en 27 s 67 à l'occasion des sélections olympiques australiennes. Le précédent temps de référence avait été établi la veille par sa compatriote Emily Seebohm en 27 s 95[24].
- 23 mars : le Français Alain Bernard améliore le record du monde du 50 m nage libre en grand bassin lors de l'Euro organisé à Eindhoven. En 21 s 50, il abaisse de six centièmes de seconde l'ancienne marque détenue jusqu'alors par l'Australien Eamon Sullivan.
- 24 mars : la Néerlandaise Marleen Veldhuis améliore le record du monde du 50 m nage libre en 24 s 09 lors des championnats d'Europe[25]. Sa compatriote Inge de Bruijn détenait ce record depuis 2000 en 24 s 13.
- 24 mars : l'Italienne Federica Pellegrini s'approprie le meilleur temps de l'histoire du 400 m nage libre en 4 min 01 s 53 lors des championnats d'Europe. Elle enlève 60 centièmes de seconde au précédent record de la Française Laure Manaudou[26].
- 25 mars : détenue depuis 1997 par la Chinoise Wu Yanyan, le record du monde du 200 mètres quatre nages est battu par l'Australienne Stephanie Rice lors des sélections olympiques d'Australie. Le meilleur temps planétaire passe de 2 min 09 s 72 à 2 min 08 s 92.
- 27 mars : en 21 s 41, Eamon Sullivan enlève 9 centièmes de seconde au record du monde du 50 m nage libre précédemment détenu par Alain Bernard[27].
- 27 mars : l'Australienne Libby Trickett s'empare du record du monde du 100 m nage libre en 52 s 88 lors des sélections olympiques du pays[28]. Elle enlève 42 centièmes de seconde à l'ancienne référence de l'Allemande Britta Steffen et réalise le premier temps officiel de l'histoire sous les 53 secondes sur 100 m[29].
- 28 mars : Eamon Sullivan enlève 13 centièmes de seconde à son propre record du monde établi la veille (nouvelle référence : 21 s 28)[27].
- 29 mars : Libby Trickett est la première femme à descendre sous les 24 s sur 50 m nage libre en 23 s 97[30].

#### Avril
- 2 avril : le Britannique Liam Tancock bat le record du monde du 50 m lors des sélections olympiques du pays disputées à Sheffield. En 24 s 47, il enlève 33 centièmes de seconde à l'ancienne marque de l'Allemand Thomas Rupprath[31].

#### Juin
- 8 juin : le Japonais Kosuke Kitajima établit un nouveau record du monde du 200 m brasse en 2 min 07 s 51 lors de l'Open du Japon organisé à Tokyo. Il améliore de 99 centièmes de seconde l'ancienne référence de l'Américain Brendan Hansen réalisée en août 2006[32].
- 29 juin : l'Américaine Katie Hoff et son compatriote Michael Phelps abaissent tous deux les meilleures marques de l'histoire sur 400 m 4 nages lors de la première journée des sélections olympiques disputées à Omaha[33].
- 30 juin : le record du monde du 100 m dos féminin est battu deux fois lors des sélections olympiques américaines et ce dès les séries. Hayley McGregory tout d'abord, abaisse de 6 centièmes de seconde l'ancienne marque de Natalie Coughlin pour porter le record à 59 s 15 avant que cette dernière se réapproprie le record en l'abaissant à 59 s 03[34].

#### Juillet
- 1er juillet : tant chez les femmes que chez les hommes, le record du monde du 100 m dos est battu lors des sélections olympiques américaines. Natalie Coughlin abaisse sa propre référence en 58 s 97 et devient la première femme de l'histoire à descendre sous les 59 s sur la distance. Aaron Peirsol fait de même en 52 s 89 (ancien record en 52 s 98)[35].
- 4 juillet : l'Américain Aaron Peirsol égale le record du monde du 200 m dos en 1 min 54 s 32 lors des sélections olympiques. Sur 200 m 4 nages, Michael Phelps bat le record du monde une septième fois dans sa carrière en l'abaissant à 1 min 54 s 80[36].
- 5 juillet : Margaret Hoelzer s'empare du record du monde du 200 m dos en 2 min 06 s 09 lors des sélections américaines. L'ancienne référence était la propriété de la Zimbabwéenne Kirsty Coventry en 2 min 06 s 39 depuis le mois de février[37].

#### Août
- 10-18 août : 25 records du monde dans 21 épreuves sont battus lors des Jeux olympiques d'été de 2008. 
 Consulter la liste détaillée

#### Décembre
- 5 décembre : l'Américain Randall Bal bat le record du monde du 50 m dos en 24 s 33 lors d'une réunion tenue à Eindhoven aux Pays-Bas[38].

### Petit bassin (25 m)

#### Octobre
- 25 octobre : l'Australien Matt Jaukovic bat le record du monde du 50 m papillon en petit bassin à l'occasion de la troisième étape de la Coupe du monde 2008. En 22 s 50, il enlève 10 centièmes de seconde à la précédente marque réalisée par le Brésilien Kaio Marcio de Almeida[39].
- 26 octobre : l'Australien Robert Hurley s'empare du record du monde du 50 m dos en 23 s 24, 3 centièmes de seconde de moins que l'ancien record de l'Allemand Thomas Rupprath[40].

#### Novembre
- 8 novembre : le Sud-Africain Cameron van der Burgh bat le record du monde du 50 m brasse en 26 s 08 lors de la 5e étape de la Coupe du monde organisée à Moscou, 9 centièmes de seconde de moins que l'ancien temps de référence de l'Ukrainien Oleg Lisogor[41].
- 9 novembre : après le 50 m, Cameron van der Burgh s'approprie le record du monde du 100 m brasse en 56 s 88 à Moscou. L'ancien record datait de 2002 et était la propriété de l'Américain Ed Moses en 57 s 47[42].
- 11 novembre : à Stockholm, lieu de la 6e étape de la Coupe du monde, l'Américain Peter Marshall devient recordman du monde du 100 m dos en 49 s 94, 5 centièmes de seconde de moins que l'ancien record de son compatriote Ryan Lochte.
- 11 novembre : à Stockholm, le Sud-Africain Cameron van der Burgh enlève 14 centièmes de seconde à son propre record du monde du 50 m brasse (25 s 94).
- 12 novembre : après s'être emparé du record du monde du 100 m dos, l'Américain Peter Marshall bat celui du 50 m dos en 23 s 05 dans la capitale suède.
- 12 novembre : à domicile, la Suédoise Therese Alshammar réalise un nouveau record du monde du 50 m papillon en 25 s 31, 1 centième de seconde de moins que l'ancien temps de référence.
- 15 novembre : cinq jours après avoir battu le record du monde du 100 m dos, Peter Marshall abaisse son propre record en 49 s 63 lors de la 7e et dernière étape de la Coupe du monde organisée à Berlin.
- 16 novembre : l'Allemand Paul Biedermann bat le record du monde du 200 m nage libre en 1 min 40 s 83, 27 centièmes de seconde de moins que le temps établi également dans la capitale allemande huit ans auparavant par l'Australien Ian Thorpe.
- 16 novembre : à Berlin, l'Américain Randall Bal bat le record du monde du 50 m dos en 22 s 87.
- 16 novembre : l'Australienne Marieke Guehrer s'approprie le record du monde du 50 m papillon en 24 s 99, plus de 3 dixièmes de seconde de moins que l'ancien meilleur temps planétaire.
- 28 novembre : le record du monde du 400 m 4 nages est battu par l'Américaine Julia Smit à Toronto à l'occasion de la Coupe Canada. En 4 min 25 s 87, elle efface des tablettes la Zimbabwéenne Kirsty Coventry qui détenait ce record depuis avril[43].

#### Décembre
- 6 décembre : le Français Amaury Leveaux bat le record du monde du 50 m papillon en 22 s 29 à Angers lors des Championnats de France, 21 centièmes de seconde de moins que l'ancien temps de référence établi en octobre.
- 6 décembre : sacrée championne de France du 200 m nage libre, Coralie Balmy bat le record du monde de l'épreuve en 1 min 53 s 18. L'ancien record datait de 2005 et était la propriété de l'Australienne Lisbeth Lenton.
- 7 décembre : le Français Alain Bernard améliore le record du monde du 100 m nage libre en 45 s 69, un record précédemment détenu par le Suédois Stefan Nystrand en 45 s 83[44].
- 11-14 décembre : 17 records du monde ou meilleures performances mondiales de l'histoire sont battus ou égalés à l'occasion des Championnats d'Europe en petit bassin organisés à Rijeka (Croatie).

Consulter la liste détaillée

## Décès
- 29 février : le Français Alain Gottvallès, âgé de 65 ans, ancien recordman du monde du 100 m dans les années 1960.
- 30 juin : l'Australienne Frances Bult, âgée de 95 ans, finaliste olympique du 100 m nage libre en 1932[45].
- 13 septembre : le Néo-Zélandais Duncan Laing (en), âgé de 77 ans, ancien entraîneur de Danyon Loader, double champion olympique en 1996.
- 3 novembre : l'Américain Alan Ford, âgé de 84 ans, vice-champion olympique du 100 m nage libre en 1948.
- 7 novembre : l'Australien John Carew, âgé de 81 ans, ancien entraîneur de Kieren Perkins, double champion olympique du 1 500 m en 1992 et 1996[46].
- 3 décembre : l'Américain Don McKenzie, âgé de 61 ans, double champion olympique en 1968.